# Ruensiek

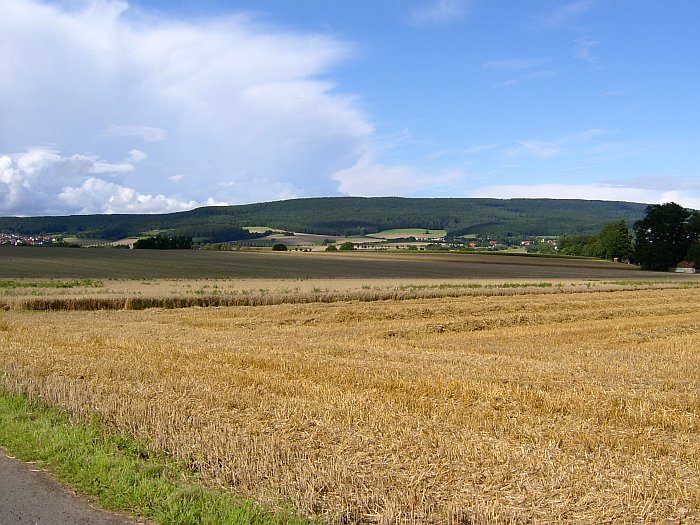
Die Landschaft bei Ruensiek

Ruensiek ist ein Ortsteil der Stadt Schieder-Schwalenberg im Kreis Lippe, Nordrhein-Westfalen. Bis zur Eingemeindung am 1. Januar 1970 war Ruensiek eine selbstständige Gemeinde im Kreis Detmold. Dieser wurde am 1. Januar 1973 aufgelöst und mit dem Kreis Lemgo zum Kreis Lippe zusammengeschlossen.
Das Gebiet des Ortsteils umfasst die beiden Siedlungen Ruensiek und die davon räumlich getrennte, südöstlich gelegene Siedlung Kreienberg.